# 第一家庭電器
第一家庭電器株式会社（だいいちかていでんき）は、かつて存在した日本の家電量販店チェーンである。本社は東京都新宿区新宿六丁目23番15号にあった。略称および屋号は第一家電（だいいちかでん）。
静岡県沼津市（パナソニック系列）や愛知県豊田市（東芝系列）にある同名の電器店や、広島市に拠点を置いていた第一産業（後のダイイチ→デオデオ、現在のエディオン）とは無関係である。

## 概要
第一家電のルーツは、戦後に永長佐京が千代田区神田富山町の地に創業したラジオの月賦販売店・鈴やにさかのぼる。当初は外交販売を行っていた鈴やはのちに「ラジオリンクストア」の名でボランタリー・チェーン化して販売網を広げ、その後東京芝浦電気と提携することで鈴やは発展的に解散し、東京家庭電器株式会社へと移行、「ラジオリンクストア」も「マツダリンクストア」へ改称した。
次第に店舗の東芝系列色が濃くなったことに違和感を覚えた永長は、一部の鈴や時代からの社員と共に独立。「あらゆる家庭電器製品を売ることを第一に」「第一に皆様の家庭にご奉仕する」といった意味を込め、第一家庭電器株式会社が1958年10月23日に設立された。
当初は鈴や時代からの拠点の一つであった新橋に店舗と本社を構え、1959年に秋葉原、川崎、新宿と立て続けに出店。1962年に三鷹店を開店して以降は、郊外出店を進めていった。1971年に家電量販店業界では初となる株式上場を達成するなど、1970年代にかけて第一家電は国内最大手の家電量販店としてその名を知られた。同時期にはレコードレーベル各社と共同企画でオーディオマニア向けのレコードを多く制作した。
1977年に第一産業（後のエディオン）に家電量販店首位の座を譲るも、1985年から事業拡大のために社債を発行してバブル期の新規店舗の出店や設備投資などに充て、最盛期に直営・FCあわせて200店舗を数えるまでに拡大を続けた。
第一家電の店舗は多くが都市部の駅前商店街に立地する中小規模の店舗で、1980年代から家電量販店の大型化・郊外化に乗り遅れ、高コスト体質で競争力が低下。売り上げは1991年の907億4200万円をピークに下降する。1992年に赤字に転落して以降、店舗のスクラップアンドビルドや異業態への転換、人員削減などで経営の立て直しを図るも、事業多角化は酒類販売を除き1997年までに撤退、消費税率引き上げによる消費の落ち込みやパソコン販売への出遅れなどが響いた。バブル期に発行した社債の償還のために銀行借入が増加し、2000年には債務超過に陥る。2001年2月期の売り上げは275億9797万円で、最盛期の3分の1近くにまで落ち込んだ。
2001年10月に同じく経営難にあった北海道のそうご電器（2002年2月12日に民事再生手続きを申請→ゲオの地域子会社・ゲオイエスを経て現在はゲオに合併）とともにドン・キホーテと資本・業務提携を行い、2店舗をドン・キホーテの小型店「ピカソ」に転換したものの、効果は限定的であった。
2002年4月16日に、第一家電は民事再生手続きを申請し経営破綻した。当初は先に破綻したそうご電器と同じく、ゲオが再建の支援を検討したが、店舗の狭さや中古販売のノウハウがないことなど不利な点があったため断念。結局、TSUTAYAを運営するカルチュア・コンビニエンス・クラブ (CCC) が再建の支援をすることとなり、同年5月15日に両社は営業譲渡を合意。CCCの子会社・株式会社関東ツタヤが店舗営業権を得て41店舗のうち19店舗はTSUTAYAとBOOK OFFに業務転換した。2003年8月12日に再生手続は終結したが、それから間もない同年11月26日に自己破産。費用不足のため2004年3月12日に破産廃止となり、法人格は消滅した。
一部のフランチャイズ店舗は、ベスト電器の営業支援策として同社のフランチャイズ店舗に移行し、2016年現在でも一部店舗が営業しているものの、閉店する店舗が相次いでいる。

## 沿革
- 1948年（昭和23年）11月 - 永長佐京が千代田区神田富山町にラジオ月賦店・鈴やを創業。
- 1949年（昭和24年）11月 - 鈴やを株式会社に改組。
- 1950年（昭和25年）11月 - ボランタリー・チェーン化を開始。
- 1955年（昭和30年）5月 - 港区芝新橋に第一テレビセンターを開設。
- 1956年（昭和31年）3月1日 - 東京芝浦電気と提携し、東京家庭電器株式会社を設立。鈴やは事業を同社に譲渡し解散。
- 1958年（昭和33年）10月23日 - 第一家庭電器株式会社設立。第1号店を新橋に開店。
- 1959年（昭和34年） - 秋葉原・新宿・川崎に出店。
- 1961年（昭和36年）11月 - 新橋の本社・店舗・倉庫が火災で焼失。
- 1962年（昭和37年） - 新橋本社・本社店を開設。三鷹店を開業、以降郊外に多店舗化を進める。
- 1971年（昭和46年） - 新宿に本社屋が完成。東京証券取引所第二部上場。
- 1972年（昭和47年） - 家電量販店のトップに。永長佐京が藍綬褒章を受章。
- 1974年（昭和49年） - 東京証券取引所第一部に指定替え。
- 1977年（昭和52年） - 第一産業に家電量販業界首位の座を譲る。テレビショッピングを放送開始。
- 1980年（昭和55年） - フランチャイズ制度を導入。
- 1981年（昭和56年） - 直営店が100店舗を突破。
- 1984年（昭和59年）3月 - 秋葉原本店ビル（第一半田ビル）竣工。
- 1989年（平成元年） - 直営店・フランチャイズ店合計で200店舗突破。
- 1990年（平成2年） - 香港に進出（第一家電香港有限公司）。カー用品販売事業に参入。
- 1992年（平成4年） - パチンコ店事業に参入。
- 1993年（平成5年） - 書籍販売事業に参入。
- 1994年（平成6年） - 酒類販売事業に参入。
- 1999年（平成11年） - 香港から撤退。
- 2001年（平成13年）
  - 2月・6月 - ユーロ転換社債を発行。
  - 10月 - ドン・キホーテと資本・業務提携。
- 2002年（平成14年）4月16日 - 民事再生手続きを申請し、経営破綻。
- 2003年（平成15年）11月26日 - 自己破産。
- 2004年（平成16年）3月12日 - 費用不足のため破産廃止、法人格消滅。

## 閉店した店舗
- ☆=フランチャイズ店舗

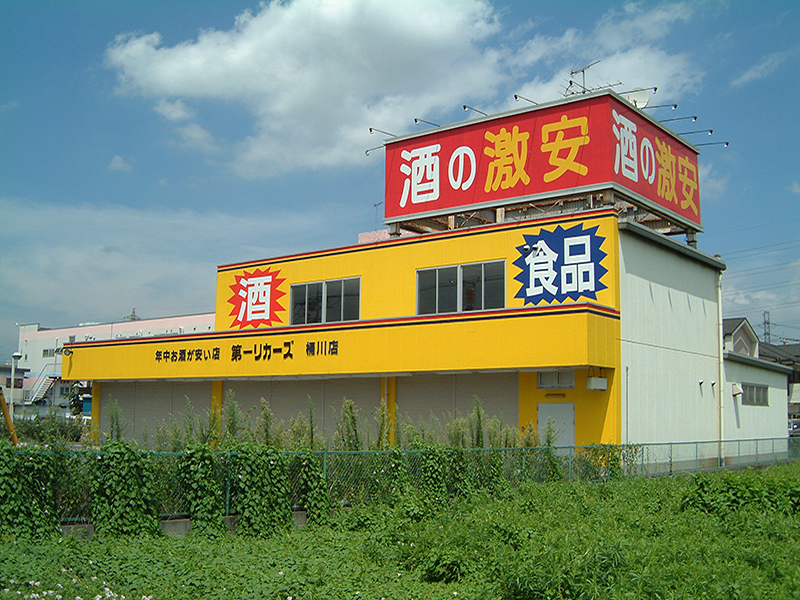
第一リカーズ桶川店跡地
（2002年8月15日）

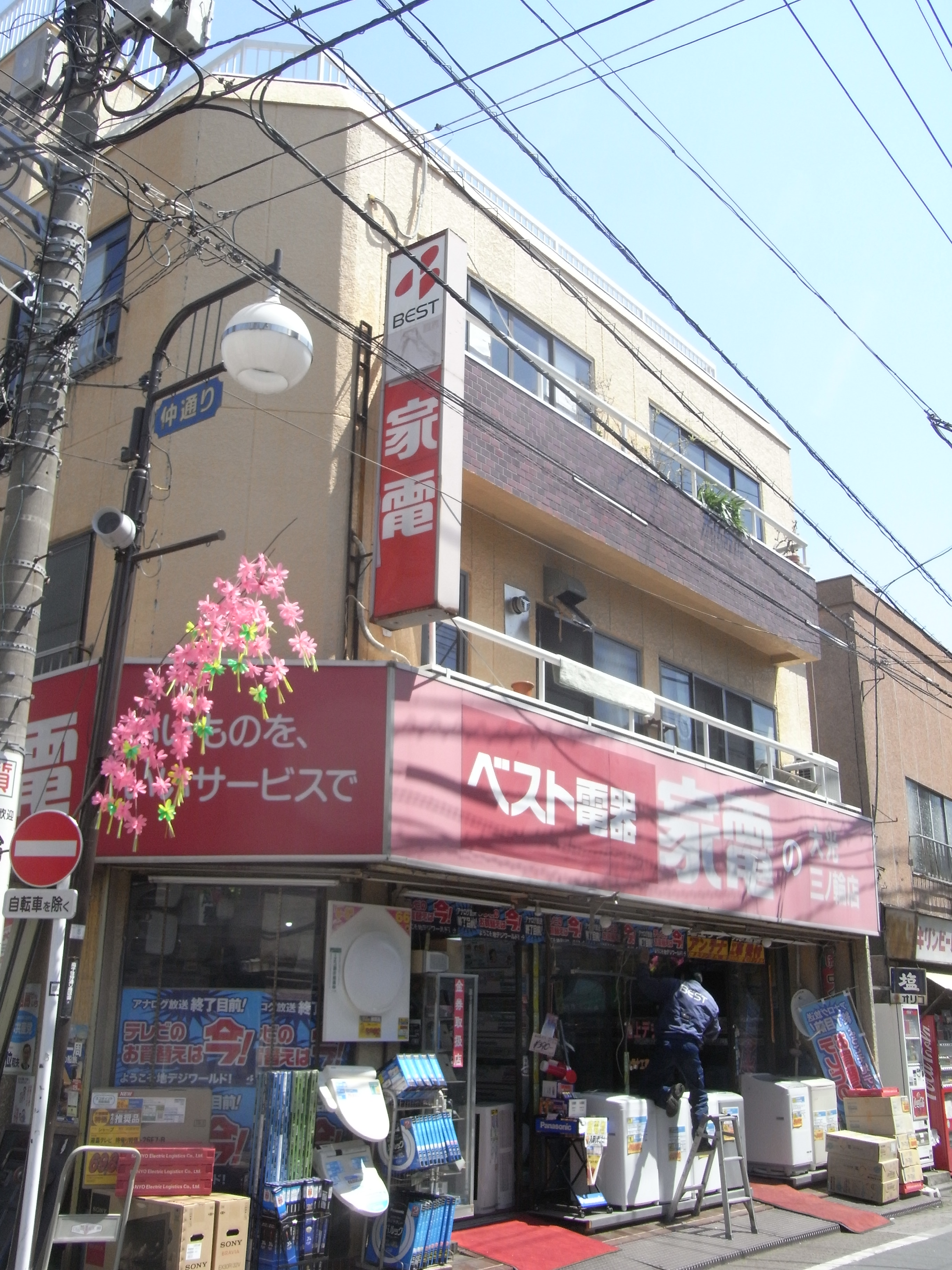
第一家電からベスト電器に移行したフランチャイズ店舗（写真は2015年6月10日に閉店したBFSベスト電器 大光三ノ輪店。第一家電時代の看板が残っていた）

- L =第一リカーズ（酒類・食品専門店）の店舗

### 東京都

#### 秋葉原
- 秋葉原本店（旧・万世橋店[4]） - 後の秋葉原ギーゴ
- エイブル・メディア館 - 後のMUSICVOX AKIHABARA
- 秋葉原第一店 - 秋葉原ラジオ会館1階
- C&Q秋葉原 - 秋葉原ラジオ会館2階
- DAC秋葉原FIII - 秋葉原ラジオ会館3階
- 秋葉原中央店[4]
- 神田店[4]

#### 秋葉原以外
- 本社店[4]
- 渋谷店
- 大久保店
- 江戸川店
- 荻窪店
- 板橋店
- 新小岩店
- 下赤塚店
- 池上店
- 旗の台店
- 東長崎店
- 上石神井店
- 阿佐谷店
- 上板橋店
- 大塚店
- 亀戸店
- 西葛西店
- L上石神井店
- 西新井店 ☆
- 中野川島店 ☆
- 糀谷店 ☆
- 江北店 ☆
- 目黒店 ☆
- 高砂店 ☆
- 月島店 ☆
- 早稲田店 ☆
- 早稲田タラク店 ☆
- 青戸店 ☆
- 今井店 ☆
- 下馬店 ☆
- 西小山店 ☆
- 小岩店 ☆
- 三ノ輪店 ☆
- 東尾久店 ☆
- 西ケ原店 ☆
- 大谷田店 ☆
- 室岡店 ☆
- 三鷹店
- 国分寺店
- 立川店
- 東府中店
- 三鷹野崎店
- DAC吉祥寺
- 田無店
- 久米川店
- 昭島店
- 幸町店ナカムラ電器 ☆
- 小平店HORIUCHI ☆
- 柳沢店 ☆
- 秋津店 ☆
- 東秋川店 ☆
- 岩戸店でんきのサン ☆
- 国領店 ☆
- 調布八雲台店 ☆
- つつじケ丘店 ☆
- 連雀店 ☆
- 清瀬店
- 道玄坂店[4]
- 池袋店[4]
- 赤羽店[4]
- ひばりヶ丘店[4]
- 府中店[4]
- 小金井店[4]
- つつじヶ丘店[4]
- 江戸川店[4]

### 神奈川県
- 川崎店
- 溝ノ口店
- 青葉台店
- 藤が丘店
- 厚木店
- 大和店
- 武蔵小杉店
- 弘明寺店
- 杉田店
- 藤沢店
- 港南台店
- 横浜中村橋店
- 辻堂店
- 向ケ丘店
- 新城店
- 平塚店
- 東戸塚店
- 田名店
- 上溝店
- 上永谷店
- L東戸塚店
- 川崎西口店 ☆
- 妙蓮寺店 ☆
- 川崎中央店 ☆
- 桜ケ丘店 ☆
- 長後店 ☆
- 愛甲石田店 ☆
- 小田急相模原店[4]
- 国鉄相模原店[4]

### 埼玉県
- 蕨店
- 浦和店
- 南浦和店
- 鴻巣店
- 春日部店
- せんげん台店
- 川口店
- 三郷店
- 朝霞店
- 加須店
- 行田店
- 幸手店
- 鶴ケ島店
- 東大宮店
- 戸田店
- 吉川店
- ブックセンター春日部
- ファーストダッシュ久喜
- テレフォンプラザ川越（Able川越）
- 坂戸店
- L桶川店
- L志木店
- L久喜店
- L東松山店
- 庄和店 ☆
- 東川口店 ☆
- 並木店 ☆
- セキヤマ北浦和店 ☆
- 中村デンショウ ☆
- 熊谷店
- 越谷店[4]

※映画「鬼畜(1978年)」のクレジット・タイトルに「第一家庭電器 川越第二号」の黄色い看板が映る。民家を改造したごく小さな店舗で、ロゴも後年とは異なり「dk」である。同社の「創立二十周年記念アルバム(1979年)」には、当時の川越第二号店の住所として「川越市幸町5-4」の記載がある。

### 千葉県
- 松戸店
- 柏店
- 北習志野店
- DAC千葉店 - 千葉セントラルプラザ3階
- 西千葉店
- 市川店
- 本八幡店
- 行徳店
- マルチメディアパーク柏
- ニュ―五香店
- 茂原店
- 東金店
- 木更津店
- 君津店
- 八日市場店
- 小見川店
- 鎌取店
- 佐原店
- 成田店
- 館山店
- 辰巳台店
- 野田店(Lとは別)
- ニュー八千代店
- L新松戸店
- L野田店
- L志津店
- 北小金店 ☆
- 都賀店 ☆
- 臼井店 ☆
- 習志野店 ☆
- 津田沼店 ☆
- 銚子店 ☆
- 川間店 ☆
- 成田並木店 ☆
- 小倉台店 ☆
- 四街道店
- 八街店 ☆
- 実籾店 ☆

### 茨城県
- 学園都市店
- 水海道店
- 石岡店
- 牛久店
- 水戸店
- 阿見店
- 神栖店
- 勝田店
- ボンベルタ日立店
- L牛久店
- L水戸店
- 竜ケ崎店 ☆
- サクライ藤代店 ☆
- 南守谷店 ☆
- 古河中央店 ☆

### 栃木県
- マルチメディアパーク小山

### 群馬県
- クリマ桐生店 ☆
- ムラヤマ松原店 ☆
- ダルマ渋川店 ☆
- のむら南太田店 ☆
- 天田吾妻店 ☆
- 東太田店 ☆
- ケンッテックヨシダ店 ☆

### 静岡県
- 佐鳴台店FCメガ ☆
- 広沢店FC新栄 ☆
- 大井川店ハートコミュニティ・イトウ ☆
- 芳川店FCマスオ電器 ☆
- 伊東店三幸電機 ☆
- 湖西店コバヤシ ☆
- 袋井山梨店 ☆
- 高丘店 ☆
- ナオキ天竜店 ☆
- 藤枝店イチカワ ☆
- 内野台店つぼい電器 ☆

### 福島県
- ファーストダッシュ郡山店 ☆

### 岩手県
- ユーマート大船渡店 ☆
- 西根店高橋電器 ☆
- 一関店佐藤電気 ☆
- 二戸ガス店 ☆

### 山形県
- 新庄店尾上電気 ☆
- 櫛引店高島屋 ☆
- アピア店清野デンキ ☆
- 尾花沢店 ☆
- セブンタウン赤湯店 ☆

### 新潟県
- 羽茂店 ☆

### 宮城県
- 南光台店 ☆
- 西仙台店 ☆
- 長町店 ☆
- 鹿島台店 ☆

### 広島県
- 三原店 ☆

### 国外
- 香港支店

## CM
CMなどで使われたキャッチフレーズは「いいものを、いいサービスで 第一家電」。子役時代の持田香織が出演していたCMもあった。
他のCMに、オーケストラが交響曲第5番の演奏を始めたところ、指揮者（手塚幸紀）が「第五じゃない、第一です」と制止し、交響曲第1番の演奏を開始するというものもあり、『題名のない音楽会』でパロディされたこともあった（この時の指揮者は岩城宏之）。
関東地方では月曜日から土曜日までの午後6時50分から午後7時の間にテレビ朝日で放送されていた帯編成のアニメ枠『藤子不二雄劇場』（『ドラえもん』などが放送）のスポンサーであり、当時の低年齢層にも知名度が高かった。他にも『もう一度笑ってる場合ですよ!』『笑っていいとも!増刊号』（ともにフジテレビ）、『クイズ!!マガジン』『ハーイあっこです』（テレビ朝日）、さらに『全日本プロレス中継』（日本テレビ）のスポンサーでもあった。在京各局ではこれらの番組の合間を中心に、『欽ちゃんのどこまでやるの!?』の「いつものアナウンサー」役で知られる北野英二が出演する『第一家庭電器クレジットショッピング』が頻繁に放送されていた。
ラジオでは1970年代にFM東京で放送されていた『ミュージック・スペシャル in DAC』（DJ：糸居五郎）のスポンサーであった。

## その他
- 第一家電は東京都下を中心に日本全国に出店したが、東京都八王子市には出店しなかった。第一家電の創業一族である永長家と、八王子市を拠点とするムラウチの創業一族である村内家が縁戚関係にあり、競合を避けてのことであった。現在のムラウチ社長・永長大貴は永長佐京の孫にあたる。
- 秋葉原本店の第一半田ビルは15階建て程度の外観となっているが、実際は8階建て（最上階の8階には半田産業が入居）であり、残りの部分は塔屋になっている。これは、当時秋葉原の店舗に多かった屋根上の巨大な広告塔が、街の景観を損ねていたことへの反省からきている。塔屋の壁面には太陽光パネルが、塔屋の最上部には飛行機型の風力発電機が設置される（現在は撤去）など、景観だけでなく環境にも配慮した設計となっており、新築当時秋葉原の他店にも影響を与えた[5][6]。
- 秋葉原本店は提携先のドン・キホーテとの複合店舗にする計画もあった[1]が計画段階で第一家電が倒産。跡地にはのちにセガ（後のセガ エンタテインメント）がゲームセンター・秋葉原GiGO（2017年8月よりセガ秋葉原2号店）を出店しており、ドン・キホーテは秋葉原の別の場所[注 4]に2004年に出店している。
- 第一半田ビルは、のちに映画『MW-ムウ-』の撮影ロケ地として使用された。
- 一時期、栃木県を中心に展開していた家電量販店「デンキのヌマニウ」（現在は撤退）と提携していた[7]。
- 1983年9月13日放送の『笑っていいとも!』（フジテレビ）のテレフォンショッキングのコーナーで翌日のゲストである宮尾すすむに電話に掛ける際、新幹線に乗車していた宮尾に列車電話で取り次ぎを試みたが、オペレーターが確認のために復唱したスタジオ直通の電話番号が放送に乗ってしまった。最後の方は放送スタッフが音声を消したため電話番号の全ては放送に乗らなかったが、不明な部分に適当な番号を入れて電話を掛ける者が大量に発生し、たまたま電話番号が似ていた第一家庭電器新宿店にもいたずら電話が殺到した。